# Bistum Petare
Das Bistum Petare (lateinisch Dioecesis Petarensis, spanisch Diócesis de Petare) ist eine in Venezuela gelegene römisch-katholische Diözese mit Sitz in Petare. Es umfasst den Bezirk (spanisch municipio) Sucre im Bundesstaat Miranda und damit einen der fünf Bezirke der Hauptstadt Caracas.

## Geschichte
Papst Franziskus errichtete das Bistum am 16. November 2021 aus Gebietsanteilen des Erzbistums Caracas, dem es auch als Suffragandiözese unterstellt wurde. Zum ersten Bischof vurde der vormalige Bischof von Acarigua-Araure, Juan Carlos Bravo Salazar.